# Reino Unido en los Juegos Olímpicos de Albertville 1992
El Reino Unido estuvo representado en los Juegos Olímpicos de Albertville 1992 por un total de 49 deportistas que compitieron en 9 deportes.  
El portador de la bandera en la ceremonia de apertura fue el patinador de velocidad en pista corta Wilf O'Reilly. El equipo olímpico británico no obtuvo ninguna medalla en estos Juegos.